# American Pastoral (film)
Pour plus de détails, voir Fiche technique et Distribution.
American Pastoral est un film américain de Ewan McGregor, sorti en 2016.

## Synopsis
En 1996, lors de la 45e réunion de la promotion 1951 du lycée Weequahic à Newark, dans le New Jersey, l'écrivain Nathan Zuckerman (en) rencontre l'un de ses anciens amis, Jerry Levov. Les deux hommes parlent du frère aîné de Jerry, Seymour Levov dit Le Suédois, ancien athlète de son lycée (promotion 1944), récemment décédé des suites d'une longue maladie et que Zuckerman admirait.
Dans l’Amérique de la fin des années soixante, Seymour Levov (Ewan McGregor) est un symbole de réussite. Ancien sportif vedette du lycée, il a repris avec succès la ganterie de son père. Marié à Dawn (Jennifer Connelly), ancienne Miss New Jersey, il mène une vie paisible avec leur fille Merry (Dakota Fanning), gamine bègue mais adorée et d'une intelligence brillante.
Marquée par l'acte politique d'auto-immolation de Thích Quảng Đức en 1963, Merry adolescente devient une militante pacifiste radicale contre la guerre du Vietnam et une terroriste, par dégoût de la société et de sa famille. Peu après les émeutes de Newark en 1967, une bombe explose dans le bureau de poste local en faisant un mort, et les enquêteurs remontent jusqu'à Merry, qui a disparu. Seymour et Dawn refusent d'admettre sa culpabilité. L'explosion et la disparition de Merry ébranlent totalement la vie du couple Levov. Seymour veut à toute force retrouver sa fille, qu'il aime toujours même lorsque sa culpabilité est avérée ; Dawn, après avoir sombré dans la folie, ne refait surface que dans le déni de cette tragédie. Elle finit par prendre un amant. Seymour a tout perdu et s'interroge sur où il a pu se tromper.
En 1973, il finit par retrouver sa fille clochardisée et devenue adepte du jaïnisme, une religion indienne qui prône une non-violence absolue et détachement total ; elle a été violée lors de sa cavale, vit dans un taudis mais est délivrée du bégaiement. Elle lui avoue avoir posé trois bombes et fait quatre morts. Seymour veut la ramener au domicile familial mais elle refuse. Les années passent, Seymour revenant constamment devant la maison abandonnée où il a vu Merry pour la dernière fois. Il ne la reverra jamais. Merry réapparaîtra silencieusement à l’enterrement de son père.

## Fiche technique
- Titre original : American Pastoral
- Titre français :
- Titre québécois :
- Réalisation : Ewan McGregor
- Scénario : John Romano d'après Pastorale américaine de Philip Roth
- Direction artistique : Gregory A. Weimerskirch
- Décors : Daniel B. Clancy
- Costumes : Lindsay McKay
- Montage : Melissa Kent
- Musique : Alexandre Desplat
- Production : Sidney Kimmel, Gary Lucchesi et Tom Rosenberg
- Sociétés de production : Lionsgate, Lakeshore Entertainment et Sidney Kimmel Entertainment
- Sociétés de distribution : Lionsgate (États-Unis) ; Mars Films (France)
- Budget :
- Pays d’origine :  États-Unis
- Langue originale : Anglais
- Format : couleur -
- Genre : Drame
- Durée : 108 minutes
- Dates de sortie :
  -  États-Unis : 21 octobre 2016
  -  France : 28 décembre 2016

## Distribution
| |  |  |
| Les acteurs principaux Ewan McGregor et Jennifer Connelly pour la présentation du film au TIFF 2016. |  |  |

- Ewan McGregor (VF : Bruno Choël) : Swede Levov
- Jennifer Connelly (VF : Odile Cohen) : Dawn Levov
- Dakota Fanning (VF : Camille Donda) : Merry Levov
- Peter Riegert (VF : Hervé Caradec) : Lou Levov
- Rupert Evans (VF : Arnaud Bedouet) : Jerry Levov
- Uzo Aduba (VF : Sara Martins) : Vicky
- Molly Parker : Sheila Smith
- Valorie Curry (VF : Maïa Michaud) : Rita Cohen

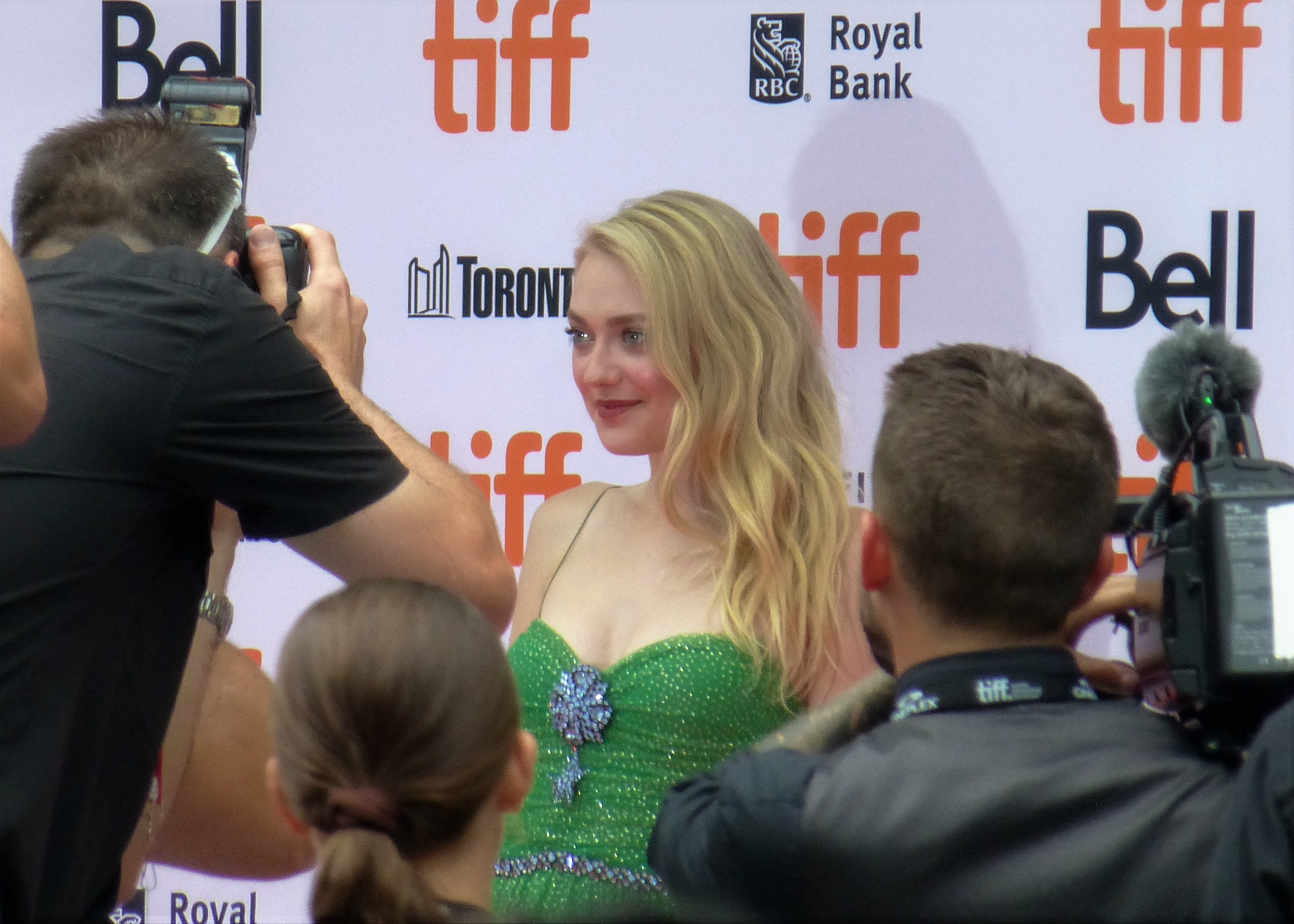
Et Dakota Fanning, également au TIFF 2016.

- Hannah Nordberg : Merry Levov (12 ans)
- Julia Silverman (VF : Françoise Pavy) : Sylvia Levov
- Mark Hildreth (VF : Jérémy Prévost) : Agent Dolan
- Samantha Mathis (VF : Sylvie Feit) : Peggy Hamlin
- David Strathairn (VF : Hervé Bellon) : Nathan Zuckerman
- Ocean Nalu James : Merry Levov (8 ans)
- David Whalen (VF : Sébastien Ossard) : Bill Orcutt
- Lyndon Johnson (VF : Michel Derain) : lui-même (images d'archives)
- Corrie Danieley : Jesse Orcutt
- David Case : Russ Hamlin
- Max Ivcic : Fils d'Hamlin
- Chuck Diamond : Rabbin
- Brian Knoebel : Jeune garde
- Carter Ellis : Garde
- Tommy Lafitte : Freddy
- Idolo Zinobile : Harry
- Peter Gannon : Officier de police
- Emily Peachey : Infirmière à l'hôpital
- Jenny Vos : Infirmière au sanatorium
- Davion Traylor, Chukky Okobi, Siovhan Christensen, Yannick Hogarth et Justin Lonesome : Démonstrateurs
- Steve Ravid, Ron Emanuel et Kathy Emanuel : Hôtes d'accueil à la réunion